# Hinrich Schuldt
Hinrich Schuldt, född 14 juni 1901 i Blankenese, död 15 mars 1944 i närheten av Ostrov, var en tysk officer i Reichsmarine, som 1934 inträdde i Schutzstaffel (SS) och ledde 19. Waffen-Grenadier-Division der SS (lettische Nr. 2) under andra världskriget. Han stupade på östfronten år 1944.

## Utmärkelser
- Såradmärket i silver
- Infanteristridsmärket i silver
- Järnkorset av andra klassen: 24 oktober 1939
- Järnkorset av första klassen: oktober 1941
- Tyska korset i guld: 21 april 1943
- Riddarkorset av Järnkorset med eklöv och svärd
  - Riddarkorset: 5 april 1942
  - Eklöv: 2 april 1943
  - Svärd: 25 mars 1944 (postumt)
- Omnämnd i Wehrmachtbericht den 29 februari 1944